# パーカー準男爵
パーカー準男爵（Parker baronets）は、イギリスの準男爵位である。これまでに7回創設されており、3回はイングランド準男爵、2回はグレートブリテン準男爵、2回は連合王国準男爵位である。
2019年現在も現存しているパーカー準男爵位は2つあり、1つはヒュー・パーカー(1607頃–1697)が1681年7月1日に叙されたのに始まるイングランド準男爵位の(サフォーク州におけるメルフォード・ホールの)準男爵(Baronet "of Melford Hall, co. Suffolk")である。5代準男爵のハイド・パーカー(1714–1783)は、海軍中将まで昇進した海軍軍人であり、七年戦争では1762年10月30日の海戦、アメリカ独立戦争ではドッガー・バンクの海戦を指揮した。2019年現在の当主は12代準男爵のリチャード・ハイド＝パーカー(1937-)である。
現存しているもう1つのパーカー準男爵位は、海軍大将ウィリアム・パーカー(1781–1866)が、1844年12月18日に叙位された連合王国準男爵位の(サウサンプトン州におけるブラックブローク・ハウスとスタッフォード州におけるシェンストーン・ロッジの)準男爵(Baronet of Blackbrook House, co. Southampton and Shenstone Lodge, co. Stafford)である。2019年現在の当主は5代準男爵ウィリアム・パーカー (1950-)である。

## Arwatonのパーカー準男爵 (1661年-1741年)
- 初代準男爵サー・フィリップ・パーカー（英語版） (Philip Parker, 1625頃–1690)
- 2代準男爵サー・フィリップ・パーカー (Philip Parker, 1650頃–1698頃)
- 3代準男爵フィリップ・パーカー＝モーリー＝ロング（英語版） (Philip Parker-a-Morley-Long, 1682–1741)
  - 彼の死後、廃絶

## ラットンのパーカー準男爵 (1674年-1750年)
- 初代準男爵サー・ロバート・パーカー（英語版） (Robert Parker, 1655頃–1691)
- 2代準男爵サー・ジョージ・パーカー（英語版） (George Parker, 1673頃–1727)
- 3代準男爵サー・ウォルター・パーカー (Sir Walter Parker, 3rd Baronet, 1700頃–1750)
  - 彼の死後、廃絶

## メルフォード・ホールのパーカー、のちハイド＝パーカー準男爵 (1681年-現在)
- 初代準男爵サー・ヒュー・パーカー (Hugh Parker, 1607頃–1697)
- 2代準男爵サー・ヘンリー・パーカー（英語版） (Henry Parker, 1638–1713)
- 3代準男爵サー・ヘンリー・ジョン・パーカー (Henry John Parker, 1704–1771)
- 4代準男爵サー・ヘンリー・パーカー(Henry Parker, 1713頃–1782)
- 5代準男爵サー・ハイド・パーカー (Hyde Parker, 1714–1783)
- 6代準男爵サー・ハリー・パーカー（英語版） (Harry Parker, 1735頃–1812)
- 7代準男爵サー・ウィリアム・パーカー (William Parker, 1770頃–1830)
- 8代準男爵サー・ハイド・パーカー (Hyde Parker, 1785–1856)
- 9代準男爵サー・ウィリアム・パーカー (Sir William Parker, 1826–1891)
- 10代準男爵サー・ウィリアム・ハイド・パーカー (Sir William Hyde Parker, 1863–1931)
- 11代準男爵サー・ウィリアム・スティーブン・ハイド＝パーカー (William Stephen Hyde-Parker, 1892–1951)
- 12代準男爵サー・リチャード・ウィリアム・ハイド＝パーカー (Richard William Hyde-Parker, 1937-)[5]
  - 法定推定相続人は現当主の長男ウィリアム・ジョン・ハイド・パーカー (William John Hyde Parker, 1983-)[2]

## ベイジングボーンのパーカー準男爵 (1783年-1869年)
- 初代準男爵サー・ピーター・パーカー（英語版） (Peter Parker, 1721–1811)
- 2代準男爵サー・ピーター・パーカー（英語版） (Peter Parker, 1785–1814)
- 3代準男爵サー・ピーター・パーカー (Sir Peter Parker, 1809–1835)
- 4代準男爵サー・ジョン・エドムンド・ジョージ・パーカー (John Edmund George Parker, 1788–1835)
- 5代準男爵サー・チャールズ・クリストファー・パーカー（英語版） (Charles Christopher Parker, 1792–1869)
  - 彼の死後、廃絶

## ハーバーンのパーカー準男爵 (1797年-1903年)
- 初代準男爵サー・ウィリアム・パーカー（英語版）(William Parker, 1743–1802)
- 2代準男爵サー・ウィリアム・ジョージ・パーカー (William George Parker, 1787–1848)
- 3代準男爵サー・ジョージ・パーカー (George Parker, 1813–1857)
- 4代準男爵サー・ジョージ・ロー・マーシャル・パーカー (George Law Marshall Parker, 1840–1866)
- 5代準男爵サー・ヘンリー・パーカー (Henry Parker, 1822–1877)
- 6代準男爵サー・メルヴィル・パーカー (Melville Parker, 1824–1903)
  - 彼の死後、廃絶

## シェンストーン・ロッジのパーカー準男爵 (1844年-現在)
- 初代準男爵サー・ウィリアム・パーカー（英語版） (William Parker, 1781–1866)
- 2代準男爵サー・ウィリアム・ビダルフ・パーカー (William Biddulph Parker, 1824–1902)
- 3代準男爵サー・ウィリアム・ロレンゾ・パーカー（英語版） (William Lorenzo Parker, 1889–1971)
- 4代準男爵サー・ウィリアム・アラン・パーカー (William Alan Parker, 1916–1990)
- 5代準男爵サー・ウィリアム・ピーター・ブライアン・パーカー William Peter Brian Parker, 1950-)
  - 法定推定相続人は現当主の息子ジョン・マルコム・パーカー(John Malcolm Parker, 1980-)

## カールトン・ハウス・テラスのパーカー準男爵 (1915年-1932年)
- 初代準男爵サー・ホレーショ・ギルバート・ジョージ・パーカー（英語版） (Horatio Gilbert George Parker, 1862–1932)
  - 彼の死後、廃絶